# Włodzimierz Marczak

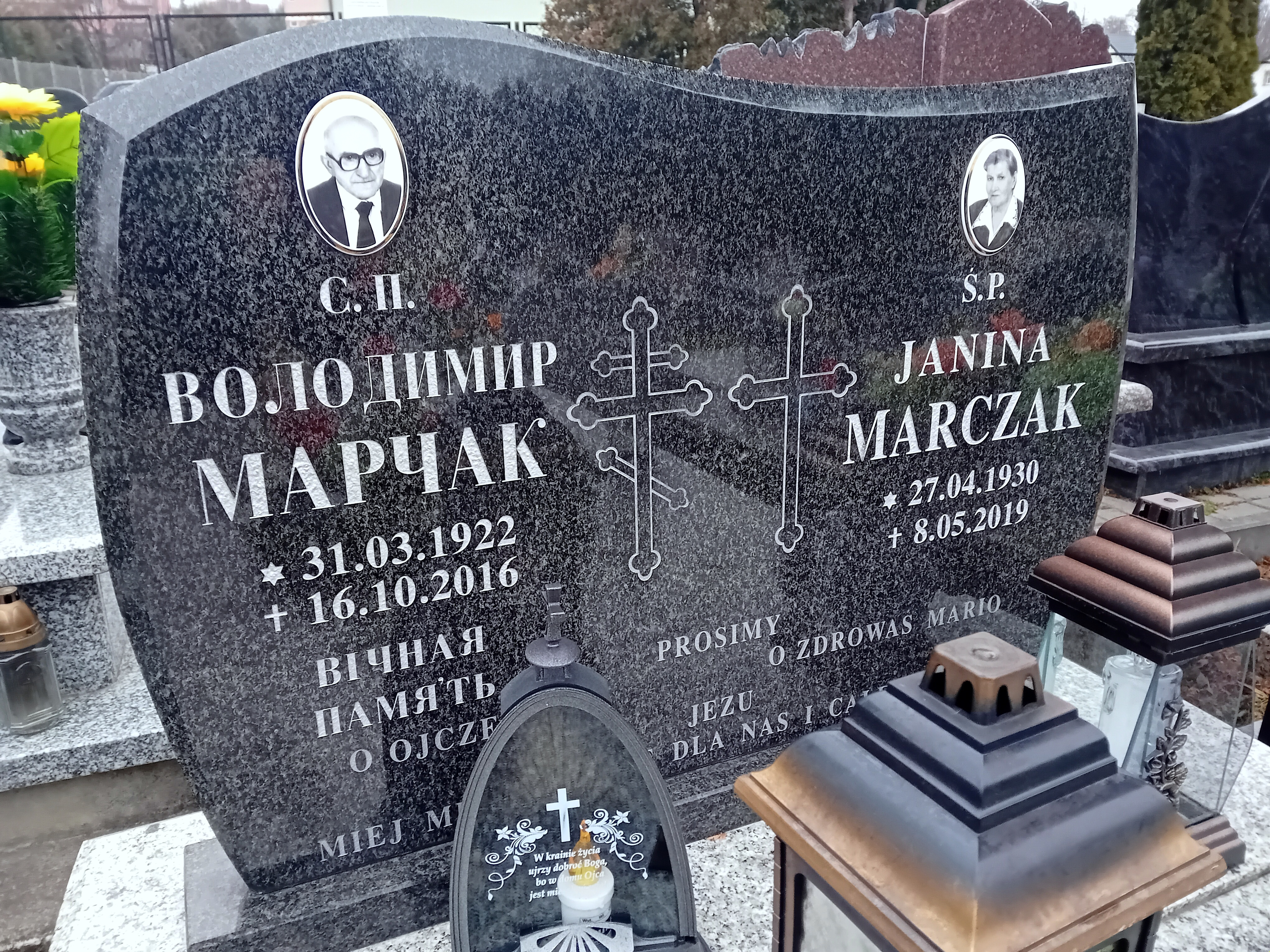
Grobowiec Włodzimierza i Janiny Marczaków

Włodzimierz Marczak, ukr. Володимир Марчак – Wołodymyr Marczak (ur. 31 marca 1922 w Pakoszówce, zm. 16 października 2016) – polski pisarz i poeta pochodzenia ukraińskiego.

## Życiorys
Urodził się w 1922 jako syn Ukraińca i Polki. Wychowywany przez owdowiałą matkę, był jednym z sześciorga rodzeństwa, osieroconym przez ojca w 1928. Edukację zakończył na piątej klasie szkoły powszechnej w rodzinnej Pakoszówce. Bracia Stanisław i Leon walczyli w kampanii wrześniowej. Brat Eugeniusz był więźniem NKWD zesłanym na Sybir, z wyrokiem 25 lat łagru. Najmłodszy brat Józef, członek UPA, zginął pod Lwowem w 1951 w walkach z NKWD. 
Podczas II wojny światowej Włodzimierz Marczak zmuszony był do służby w niemieckim Wehrmachcie do grudnia 1941. Jak sam wspomina był sympatykiem OUN. Zaraz po przejściu frontu, po procesie w Sanoku skazany na kaukaskie łagry w latach 1944-1951, ponownie aresztowany przez UB był więziony od 1954 w areszcie w Rzeszowie. Wyrok odbywał w więzieniu mokotowskim we wspólnej celi z płk. Janem Mazurkiewiczem. Po wyjściu z więzienia w 1956 r. po nieudanych próbach reaktywowania parafii greckokatolickiej w Sanoku, chcąc pozostać wiernym obrządkowi wschodniemu, związał się z cerkwią prawosławną i przez wiele lat pełnił w niej funkcję diaka.
Autor trzytomowego cyklu „Ukrainiec w Polsce” opartego na własnych wspomnieniach. Opisuje życie codzienne w rodzinnej wsi oraz Sanoku w okresie międzywojennym, na tle wielokulturowego Podkarpacia. Żywy świadek burzliwej historii Podkarpacia w ostatnim półwieczu XX wieku. Podjął działalność w kole Ukraińskiego Towarzystwa Społeczno-Kulturalnego w Sanoku w 1957.
Odznaczony Orderem świętej Marii Magdaleny III stopnia, Krzyżem Zesłańców Sybiru, Orderem 10 lat Niepodległości Ukrainy. Otrzymał Nagrodę Miasta Sanoka za rok 2006 w dziedzinie upowszechniania kultury i sztuki.
Zamieszkiwał w Sanoku w domu przy ulicy Bartosza Głowackiego 19. Zmarł 16 października 2016. Został pochowany na Cmentarzu Centralnym w Sanoku.

## Publikacje
- Ukrainiec w Polsce. Było takie życie... byli tacy ludzie... (1992, ISBN 978-83-909787-6-5)
- Ukrainiec w Polsce. Dole i niedole w PRL-u (Sanok 1993)
- Moje spotkanie z prawosławiem Sanok (1992)
- Ukrainiec w Polsce (1992)
- Ukrainiec w Polsce. Zachować od zapomnienia (Sanok, 1998)
- Spiw Duszi - wiersze w języku ukraińskim (2000)
- Ukrainiec z Polski. Jedzie do Rzymu (2004)